# Werner Junck
Pour les articles homonymes, voir Junck.
Werner Junck (28 décembre 1895 à Magdebourg - 6 août 1976 à Munich) est un Generalleutnant de la Luftwaffe  de la Seconde Guerre mondiale.

## Première guerre mondiale
Werner Junck s'engage en 1914 dans le 4e régiment d'artillerie de campagne. Fahnenjunker dans le 7e régiment d'artillerie de campagne (de), il commande ensuite une section dans le 72e régiment d'infanterie (de), puis dans le 160e régiment d'infanterie; où il est blessé en 1915. En 1916, il retrouve son poste dans le 72e régiment d'infanterie, avant de passer au Flieger-Ersatz-Bataillon 8. Après une formation de pilote, il est affecté au 33e Feldflieger-Bataillon, en janvier 1917. De février 1917 à décembre 1918, il est leader de la Jasta 8. Junck quitte l'armée en 1923.

## Entre-deux-guerres
Il devient conseiller technique en Colombie et au Venezuela en 1924, puis en URSS en 1926 et 1927. Il poursuit une brillante carrière à l'Albatros Flugzeugwerke, une société allemande de construction aéronautique. De 1929 à 1935, il participe, comme pilote, à différents tournois aéronautiques. De 1931 à 1934, il est pilote d'essai chez Heinkel, une autre firme aéronautique. En juillet 1934, il réintègre la Luftwaffe, et devient responsable de la formation des nouveaux pilotes. Il commande ensuite différentes unités aériennes.

## Seconde Guerre mondiale
Lorsque la guerre éclate, Werner Junck est General der Jagdflieger. Nommé commandant de la Fliegerführer Irak, il participe au conflit contre les britanniques en mai 1941. Le 1er octobre 1942, Junck est nommé commandant de la 3. Jagd-Division sur la base aérienne de Metz-Frescaty, importante base du Westmark. Werner Junck quitte la 3. Jagd-Division en septembre 1943. Il est placé dans la Führerreserve en juillet 1944. Au cours de la Seconde Guerre mondiale, Werner Junck remporta 5 victoires aériennes.

## Décorations
- Ritterkreuz des Eisernen Kreuzes (9 juin 1944)
- 1939 Spangen zum 1914 EK II
- 1939 Spangen zum 1914 EK I
- 1914 EK II
- 1914 EK I
- Ehrenkreuz für Frontkämpfer
- Wehrmacht-Dienstauszeichnungen

## Sources
- Fellgiebel, Walther-Peer (2000). Die Träger des Ritterkreuzes des Eisernen Kreuzes 1939-1945. Podzun-Pallas.
- Krzyżan, Marian (1988). Międzynarodowe turnieje lotnicze 1929-1934. Warsaw: WKiŁ.
- Obermaier, Ernst (1989). Die Ritterkreuzträger der Luftwaffe Jagdflieger 1939 - 1945 (in German). Mainz, Germany: Verlag Dieter Hoffmann.
- Scherzer, Veit (2007). Die Ritterkreuzträger 1939–1945 Die Inhaber des Ritterkreuzes des Eisernen Kreuzes 1939 von Heer, Luftwaffe, Kriegsmarine, Waffen-SS, Volkssturm sowie mit Deutschland verbündeter Streitkräfte nach den Unterlagen des Bundesarchives. Jena, Germany: Scherzers Miltaer-Verlag.